# Opera IX
Opera IX – włoski zespół blackmetalowy z wpływami doom, death i gothic.

## Historia
Został założony w 1988 roku przez Ossiana wraz z basistą Vladem i perkusistą Flegiasem. Nagrali oni dwa dema zanim Silent Bard, klasycznie wytrenowany klawiszowiec, dołączył do nich pod koniec 1993 roku. W tym składzie nagrali album The Call of the Wood. Potem Silent Bard został zastąpiony przez Triskenta, a ten później przez Lunarisa, aby w tym składzie nagrać w 1998 r. Sacro Culto. W międzyczasie Opera IX wystąpiła na A Call of Irons - albumie w hołdzie Iron Maiden, ze swoim najdłuższym dziełem "The Rime of the Ancient Mariner".
Rok 2000 był rokiem wydania trzeciego albumu, The Black Opera - Simphoniae Misteriorum in Laude Tenebrarum. Zawierał on cover utworu "Bela Lugosi's dead" zespołu Bauhaus, a także reedycję ich debiutanckiego albumu z dwoma bonusowymi utworami. Po nagraniu tego albumu Cadaveria i Flegias zdecydowali się opuścić zespół, aby utworzyć swój i kontynuować twórczość pod nazwą Cadaveria. Zostali oni zastąpieni przez Taranisa (perkusja) i Madrasa (wokal). Następnie zespół wydał krążek Malenventum. Po tym miała miejsce kolejna zmiana składu - Taranis i Madras opuścili zespół, a na ich miejsce przyszli M bard oraz Dalamar. Nowy skład Opery IX nagrał album Anphisbena w 2004 roku.

## Dyskografia
- Gothik (Demo, 1990)
- Demo '92 (Demo, 1992)
- The Triumph Of The Death (7" EP, 1993)
- The Call of the Wood (CD, 1995)
- Sacro Culto (CD, 1998)
- The Black Opera - Simphoniae Misteriorum in Laude Tenebrarum (CD, 2000)
- Maleventum (CD, 2002)
- Anphisbena - (CD, 2004)
- Opera IX - The Early Chapters (CD,2007)

## Muzycy

### Obecny skład zespołu
- M The Bard - wokal
- Ossian - gitara
- Vlad - bas
- Lunaris - klawisze
- Dalamar - perkusja

### Byli członkowie zespołu
- Cadaveria - wokal
- Madras - wokal
- Marcelo Santos (Flegias) - perkusja
- Taranis - perkusja
- Silent Bard - klawisze